# جاناتان بالوتلی
جاناتان بالوتلی (انگلیسی: Jonathan Balotelli؛ زادهٔ ۲۰ آوریل ۱۹۸۹) بازیکن فوتبال اهل برزیل است که در پست مهاجم سابقه بازی برای باشگاه فوتبال صنعت نفت آبادان را دارد.